# José Antonio Gutiérrez de Ceballos
Jose Antonio Gutiérrez de Ceballos (ur. 1682 r. w Toranzo; zm. 16 stycznia 1745 r. w Limie) – hiszpański duchowny katolicki, biskup ordynariusz Córdoby w latach 1730–1740, dwunasty arcybiskup metropolita limski oraz prymas Peru od 1740 roku.

## Życiorys
Urodził się w 1682 roku w Toranzo w Kantabrii. Studiował teologię i prawo w Kolegium Królewskim w Salamance, a po jego ukończeniu wstąpił do Zakonu Santiago. Następnie został skierwoany do pracy w Ameryce Południowej, gdzie w latach 1713–1718 był inkwizytorem w Cartagena de Indias. W 1718 roku został przeniesiony do Limy, gdzie objął podobne stanowisko. W 1730 roku został mianowany przez papieża Klemensa XII ordynariuszem diecezji Córdoba del Tucumán. Jego konsekracja biskupia miała miejsce rok później. Jako zwierzchnik tamtejszej wspólnoty wiernych zasłynął z założenia osady dla Indian z plemienia Vilelas, zwanej później jako San Juan de los Vilelas, której celem była przymusowa integracja ze społecznością hiszpańską.
11 listopada 1740 roku papież Benedykt XIV awansował go na urząd arcybiskupa metropolity limskiego i prymasa Peru. W trakcie podróży mającej na celu przejęcie rządów w archidiecezji dokonał wizytacji parafii znajdujących się na jego drodze do Limy, do której uroczyście wkroczył 10 września 1742 roku.
W czasie swoich rządów wiele miejsca poświęcił rozwojowi seminarium duchownemu. Ponadto częściowo przebudował chór w limskiej katedrze. Wykazywał się hojnością i gorliwością w pracy duszpasterskiej.
Zmarł 16 stycznia 1745 roku i został pochowany w miejscowej katedrze.